# Scialpi
Giovanni Scialpi (* 14. Mai 1962 in Parma), bekannt als Scialpi oder Shalpy, ist ein italienischer Popsänger und Schauspieler. Bekannt wurde er in den 1980er-Jahren durch Lieder wie Rocking Rolling, Cigarettes and Coffee oder No East, No West. 

## Karriere
Scialpi wurde in der Fernsehsendung Mr. Fantasy lanciert und debütierte 1983 erfolgreich mit der Single Rocking Rolling. Sein erstes Album war Estensioni, die nächste Single Cigarettes and Coffee (1984). Der Sänger orientierte sich stilistisch an elektronisch geprägtem britischen Glam Rock. 1986 nahm er erstmals am Sanremo-Festival teil und präsentierte das von Franco Migliacci mitgeschriebene Lied No East No West. Auf dem folgenden Album Scialpi sang er ein Duett mit Dalila Di Lazzaro. 1987 präsentierte er in Sanremo Bella età, 1988 gewann er mit dem Lied Pregherei zusammen mit Scarlett Von Wollerman den Wettbewerb Festivalbar.
In den 90er-Jahren arbeitete Scialpi mit Raffaella Carrà im Fernsehen, veröffentlichte mehrere Alben und kehrte 1992 mit È una nanna nach Sanremo zurück (das Lied verfehlte das Finale). Danach sammelte er Erfahrungen im Theater und verbrachte eine Zeit im Ausland. Erst 2001 kehrte er mit der Kompilation Sì io sì! zur Musik zurück. Zum 20-jährigen Jubiläum seiner Karriere erschien 2003 das neue Album Spingi Invoca Ali. 2008 trat der Sänger im Musical Rodolfo Valentino in Erscheinung. Nach weiteren Veröffentlichungen änderte er 2012 offiziell sein Pseudonym von Scialpi zu Shalpy.
2015 heiratete Scialpi seinen Partner Roberto Blasi in New York. Die beiden trennten sich 2017 wieder.

## Diskografie

### Alben
| Jahr | Titel          | Höchstplatzierung, Gesamtwochen, AuszeichnungChartsChartplatzierungen (Jahr, Titel, Platzierungen, Wochen, Auszeichnungen, Anmerkungen) | Anmerkungen |
| Jahr | Titel          | IT | Anmerkungen |
| ---- | -------------- | --- | ----------- |
| 1983 | Estensioni     | IT16 (5 Wo.)IT | RCA         |
| 1988 | Un morso e via | IT15 (7 Wo.)IT | RCA         |

- Animale (1984)
- Scialpi (1986)
- Trasparente (1990)
- Neroe (1991)
- 360 gradi (1992)
- XXX (1994)
- Spazio 1995 (1995)
- Sì io sì! Greatest Hits (2001)
- Spingi Invoca Ali (2003)
- Autoscatto (2006)
- Liberi e romantici (2011)
- È la musica… (2015)

### Singles (Auswahl)
| Jahr | Titel Album           | Höchstplatzierung, Gesamtwochen, AuszeichnungChartsChartplatzierungen (Jahr, Titel, Album, Platzierungen, Wochen, Auszeichnungen, Anmerkungen) | Anmerkungen                                    |
| Jahr | Titel Album           | IT | Anmerkungen                                    |
| ---- | --------------------- | --- | ---------------------------------------------- |
| 1983 | Rocking Rolling       | IT2 (22 Wo.)IT | B-Seite: Hallo, Hallo                          |
| 1984 | Cigarettes and Coffee | IT10 (16 Wo.)IT | B-Seite: Pioggia                               |
| 1986 | No East No West       | IT16 (4 Wo.)IT | B-Seite: Cry (La voce dentro)                  |
| 1988 | Pregherei             | IT8 (7 Wo.)IT | mit Scarlett Von Wollerman B-Seite: Uno di noi |
| 1991 | A… amare              | IT5 (14 Wo.)IT |                                                |

- Mi manchi tu (1983)
- Bella età / Paranoia (1987)
- Cani sciolti / Solitario (1988)
- Il grande fiume (1990)
- È una nanna (1992)
- Boom boom / Sesso o esse (1992)
- Baciami (1994)
- Che per amore fai (1995)
- Sì io sì (2001)
- Pregherò Imparerò Salverò (2003)
- Non ti amo più (2005)
- Goodbye (2006)

## Filmografie
- 1991: Derrick – Caprese in der Stadt

## Belege
1. ↑  Scialpi sposa a New York il compagno Roberto Blasi. In: Panorama.it. Arnoldo Mondadori Editore, 1. September 2015, abgerufen am 27. Mai 2018 (italienisch).
2. ↑  Scialpi si separa: “Io e Roberto non siamo più marito e marito”. Adnkronos, 24. Oktober 2017, abgerufen am 27. Mai 2018.
3. 1 2  M&D-Chartarchiv. Musica e dischi, archiviert vom Original (nicht mehr online verfügbar) am 18. August 2007; abgerufen am 27. Mai 2018 (italienisch, kostenpflichtiger Abonnement-Zugang).  Info: Der Archivlink wurde automatisch eingesetzt und noch nicht geprüft. Bitte prüfe Original- und Archivlink gemäß Anleitung und entferne dann diesen Hinweis.

| Personendaten    | Personendaten                                              |
| ---------------- | ---------------------------------------------------------- |
| NAME             | Scialpi                                                    |
| ALTERNATIVNAMEN  | Shalpy (Pseudonym); Scialpi, Giovanni (vollständiger Name) |
| KURZBESCHREIBUNG | italienischer Sänger                                       |
| GEBURTSDATUM     | 14. Mai 1962                                               |
| GEBURTSORT       | Parma                                                      |